# Liana Tsotadze
Liana Tsotadze (Tiflis, Georgia, Unión Soviética, 7 de junio de 1961) es una clavadista o saltadora de trampolín soviética especializada en plataforma de 10 metros, donde consiguió ser medallista de bronce olímpica en 1980.

## Carrera deportiva
En los Juegos Olímpicos de 1980 celebrados en Moscú (Rusia) ganó la medalla de bronce en los saltos desde la plataforma de 10 metros, con una puntuación de 575 puntos, tras la alemana Martina Jäschke (oro con 595 puntos) y su paisana soviética Sirvard Emirzyan (plata con 576 puntos).